# Pépinière
Pour les articles homonymes, voir Pépinière (homonymie).

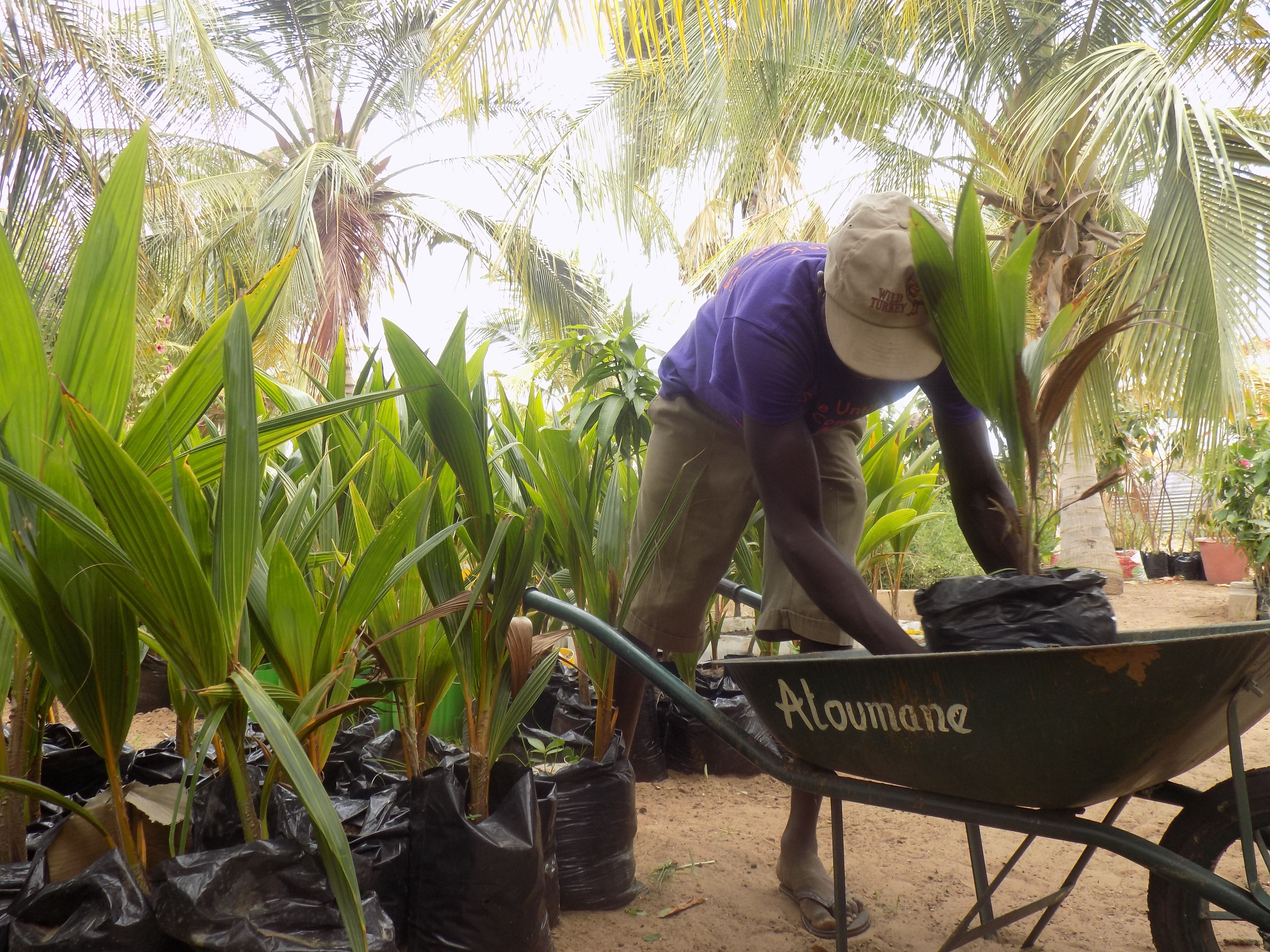
Une pépinière de cocotiers au Sénégal.

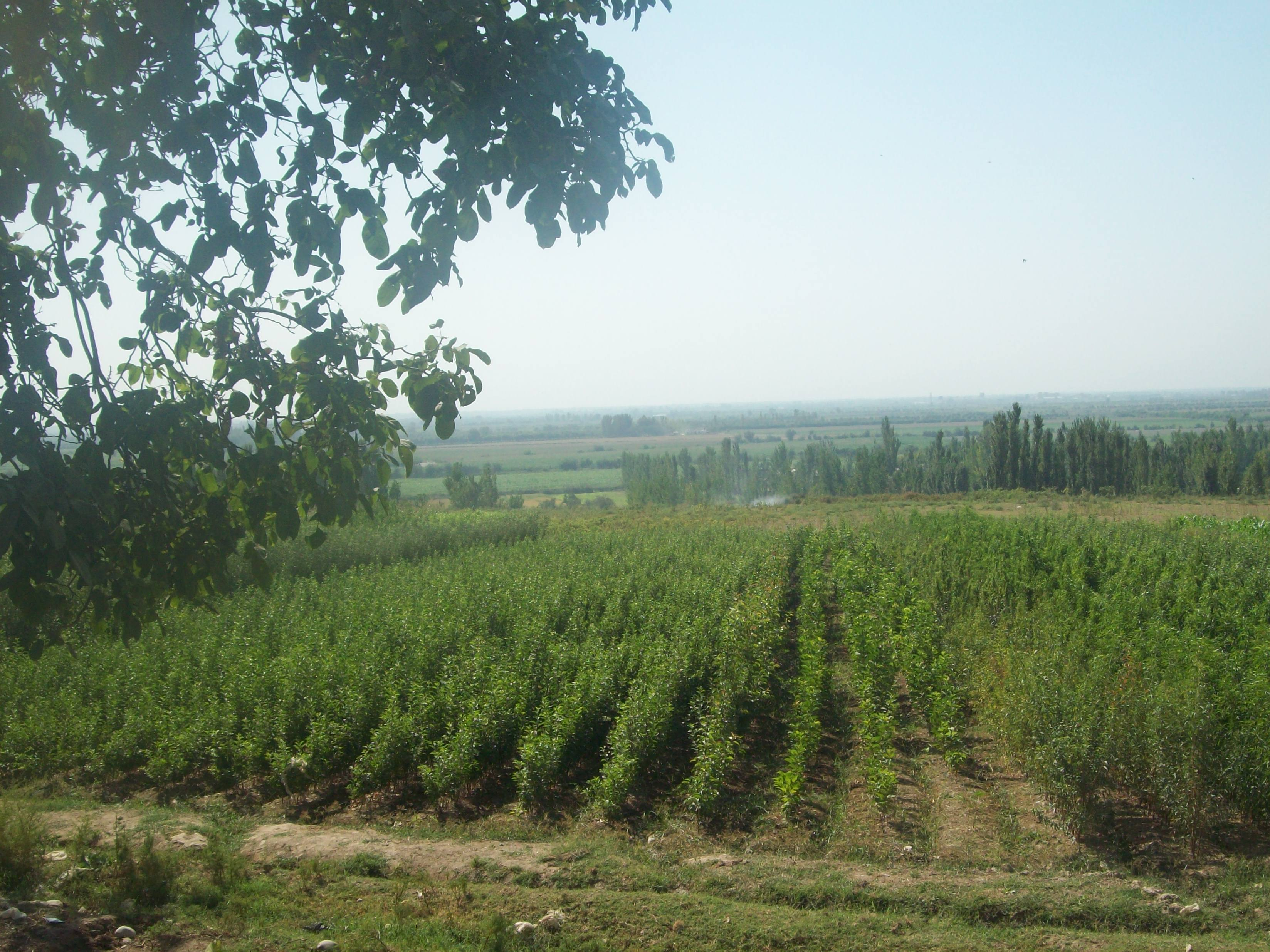
Une pépinière en Ouzbékistan.

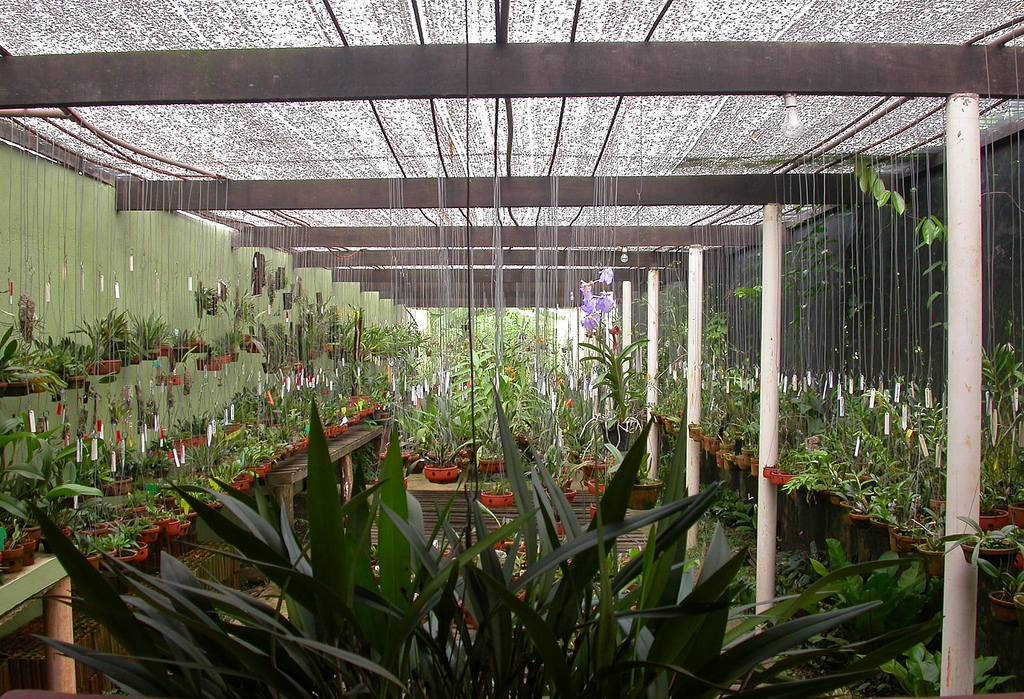
Vue d'une collection d'orchidées dans une pépinière au Brésil.

En agriculture, sylviculture, arboriculture ou horticulture, une pépinière est un champ ou une parcelle de terre réservée à la multiplication des plantes ligneuses principalement (arbres, arbustes) mais aussi de plantes vivaces, et à leur culture jusqu'à ce qu'elles atteignent le stade où elles peuvent être transplantées ou commercialisées. 
Le terme peut aussi s'appliquer aux parcelles dans lesquelles sont semées et élevées des plantes annuelles (notamment légumes et plantes à fleurs) jusqu'au stade où elles sont aptes à être « repiquées » à leur emplacement définitif.

## Types de pépinières
Par métonymie, le terme pépinière désigne aussi une entreprise spécialisée dans la production de plantes ligneuses, semi-ligneuses et vivaces. On distingue deux types principaux de producteurs : 
- les producteurs de jeunes plants, qui assurent la multiplication des végétaux par voie végétative (bouturage, marcottage, multiplication in vitro…) ou par voie sexuée (semis). En général, ceux-ci conservent leurs sujets un à deux ans au maximum.
- les pépiniéristes-éleveurs qui reçoivent les végétaux des producteurs de jeunes plants pour ensuite les mettre en culture sur une durée de trois ans minimum (excepté les vivaces qui, elles, ont un cycle inférieur à un an).

Ces végétaux sont ensuite vendus directement aux particuliers, aux collectivités, à d'autres pépiniéristes ou à des entreprises d'espaces verts. Les ventes de végétaux aux jardineries ou aux entreprises de grande distribution se font en général dans le cadre de contrats de culture.

## Étymologie
Le terme de pépinière dérive de pépin, graine de certains fruits. En effet, à l'origine, les pépinières étaient les lieux où l'on semait les graines de certains arbres fruitiers ou forestiers.